# روابة (مناخة)

تعديل مصدري - تعديل

روابة هي إحدى قرى عزلة بني جربن بمديرية مناخة التابعة لمحافظة صنعاء، بلغ تعداد سكانها 95 نسمة حسب تعداد اليمن لعام 2004.